# 2017年女性大游行
2017年女性大游行（英語：2017 Women's March）是自2017年1月21－22日在世界各地进行的一系列女权游行示威活动，旨在捍卫女权，同时为移民改革、科学精神、健保改革、环境保护、LGBT权益、种族公义、世俗化运动、堕胎权益发声。这些游行示威活动直指新任美国总统唐纳德·特朗普的一系列言论和立场：一些人认为其涉及性別歧視、種族歧視、排外及反伊斯蘭等言論，加上不認同其是合法總統，以其他方式值得谴责。
其间首次抗议发生于美国华盛顿哥伦比亚特区，并被称作华盛顿女性大游行（Women's March on Washington）。此次游行示威作为草根运动在唐纳德·川普于同年1月20日就任的第二天开始，旨在“向执政当局上台的第一天发出直接信息、告诉世界女权即人权”、对川普的被指侵犯女性的言论与行为进行抗議。参与华盛顿游行的人数至少为现场参与前一天就职典礼的人数三倍。YouTube、Facebook及Twitter等社交网站上均有直播位於華盛頓的遊行。
游行示威在全世界各地均有发生，仅美国境内便有民众计划了408次示威活动，美国以外也有168次。活动的组织者之后表示，全球范围内共有673场游行，其中墨西哥有20场，加拿大有29场。在首都华盛顿哥伦比亚特区就至少有50万民众参与，初步估计全球参与人数超过2百万。此次游行为美国自1964年的反越南战争游行以来境内发生过最大规模的示威活动。
游行在华盛顿特区、芝加哥、洛杉矶（组织者聲称有750,000人参与）、纽约、西雅图大约共有两百万人参与，但无人被捕。

## 背景

### 组织者
2016年11月9日，在川普被確定獲選為美國總統後，來自夏威夷的Teresa Shook在臉書上創建了一個活動，並邀請其朋友去華盛頓遊行抗議，作為對川普當選為美國總統和對其政治觀點的反應。之後Evvie Harmon、Fontaine Pearson、Bob Bland、Breanne Butler也創建了類似的臉書活動，並迅速獲得上千名女性的簽名參與。Harmon、Pearson和Butler決定整合他們的活動，並開始創建了華盛頓女性大遊行的官網。為了確保運動具有不同種族和背景人士的廣泛代表性，運動的聯合發起人和行動負責人Vanessa Wruble邀請Tamika D. Mallory、Carmen Perez、Linda Sarsour和Bob Bland一同加入；前任美國新澤西小姐Janaye Ingram作為統籌策劃負責人。組織者表示這次活動並非針對川普，「更多是關於婦女權利的主動行動」。Sarsour表示這是「對社會公義和包含種族、族裔、性別、宗教、移民和醫保在內的人權議題的態度」。
儘管如此，因為活動有大部分是反川普的人士參與，有時候也直接將其稱為反川普遊行。

## 参与

### 美国各地
全美各地一共有408場有計劃的抗議活動。

### 美国之外
世界各地81国共举行168次游行。舉辦方稱世界各地共有673次遊行，其中墨西哥20次、加拿大29次。

#### 加拿大
在加拿大很多城市，有眾多市民走上街頭，響應美國華盛頓的反川普大遊行。
在多倫多，上千名示威者聚集在省議會前的皇后公園，高舉著包括「女性權利」、「我與她站在一起」等的標語牌，沿著多倫多市區一條主要大街緩慢遊行。遊行隊伍途徑美國駐多倫多大使館，並最終聚集在市政廳前的彌敦菲臘廣場。警方估計這次遊行至少有6,000人參與。
在渥太華，有6,000至8,000名左右的示威人士，從市政廳外的人權紀念碑出發，遊行至布朗森中心，以此響應華盛頓的反川普遊行。
而在溫哥華，警方估計有高達一萬人參加了在市中心舉行的集會遊行。示威者並經過了即將落成的特朗普大廈，並在圍欄上留下示威標語，甚至有人向大廈擲雞蛋。
據統計，加拿大全國當天有超過30場遊行，包括在滿地可、哈利法克斯等地。

## 地点
从2017年1月21日开始，2017年女性大游行在美國以及世界各地的城市均有示威活动，旨在推动婦女權利、堕胎权利、世俗化运动、科学精神、移民改革、健保改革，反对伊斯兰恐惧症、强奸文化、LGBT虐待，并就种族不公（如 Black Lives Matter）、工人问题、环境问题等发声。

2017年1月21日游行的一些图片
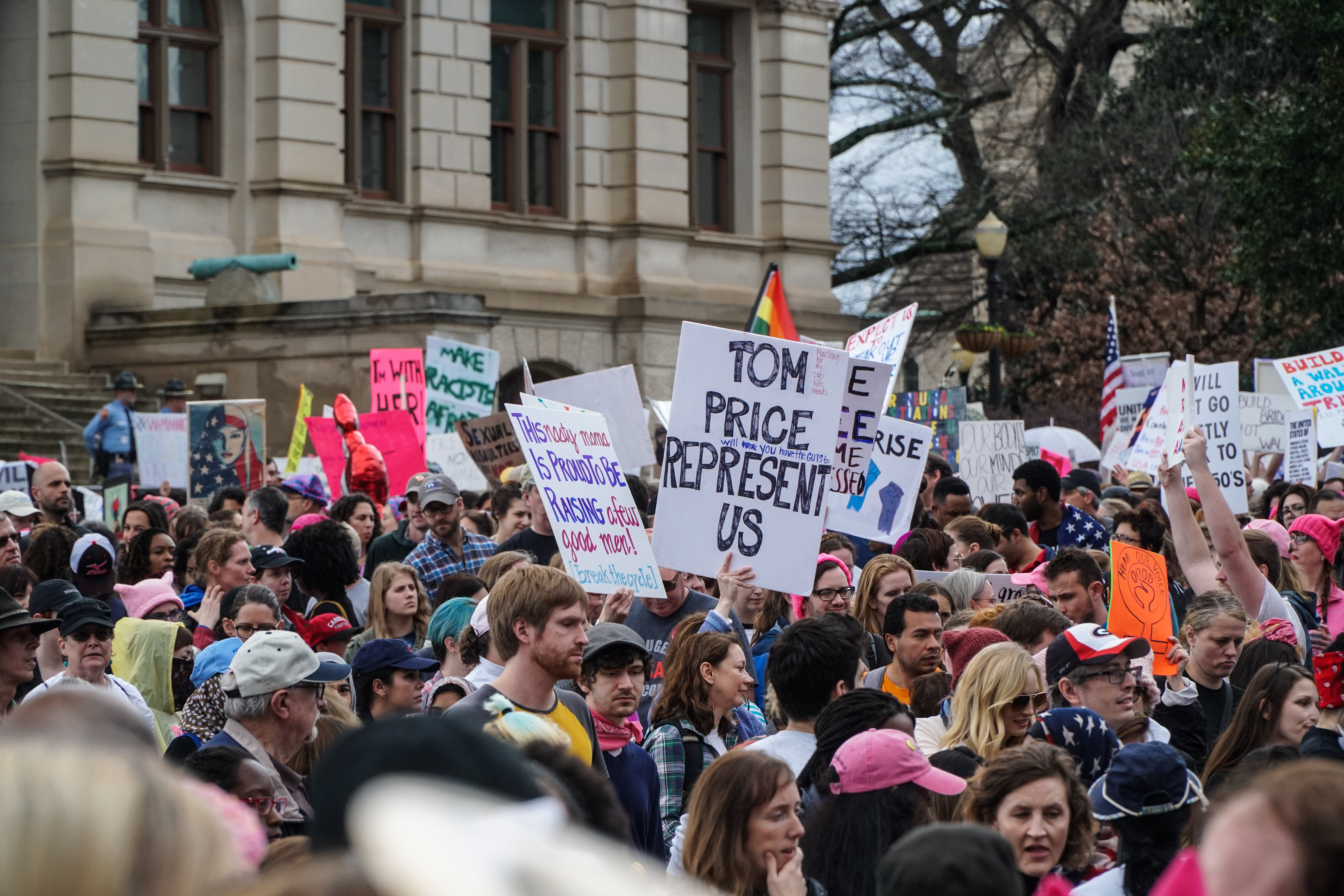
亚特兰大
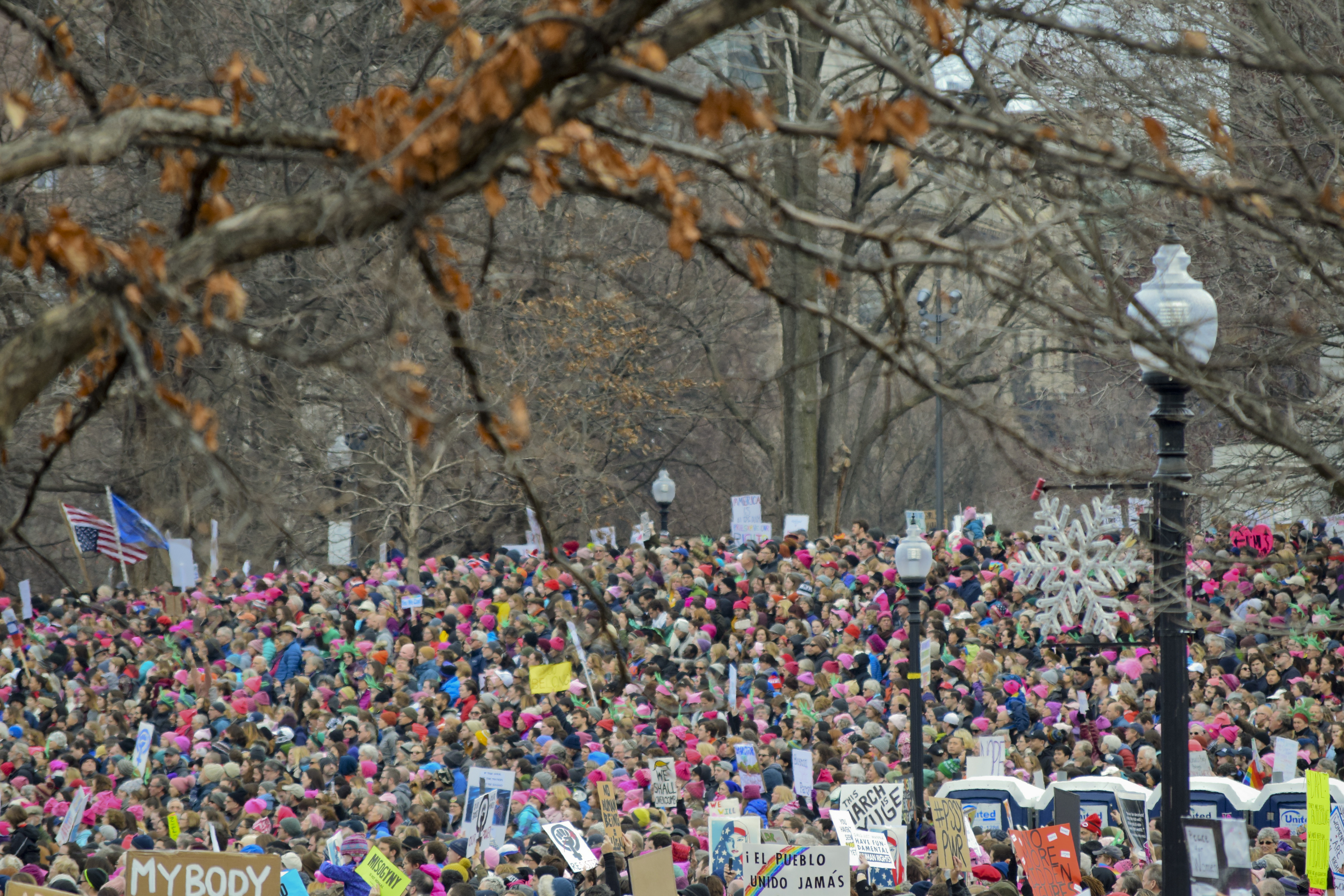
波士顿
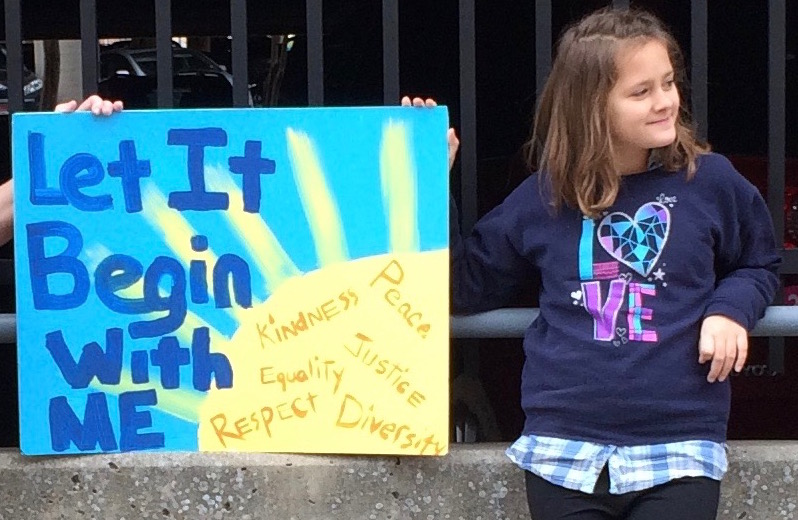
辛辛那提
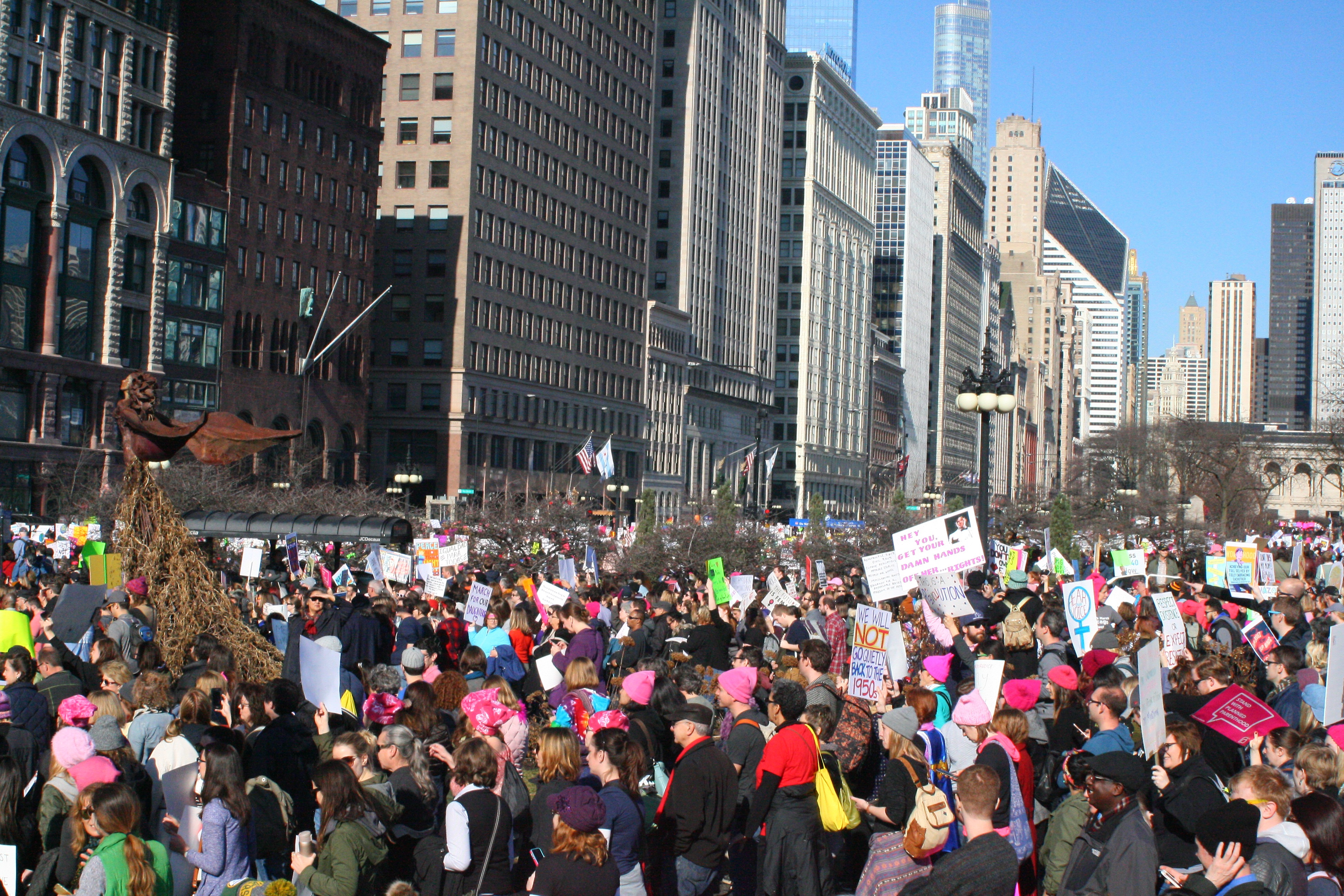
芝加哥
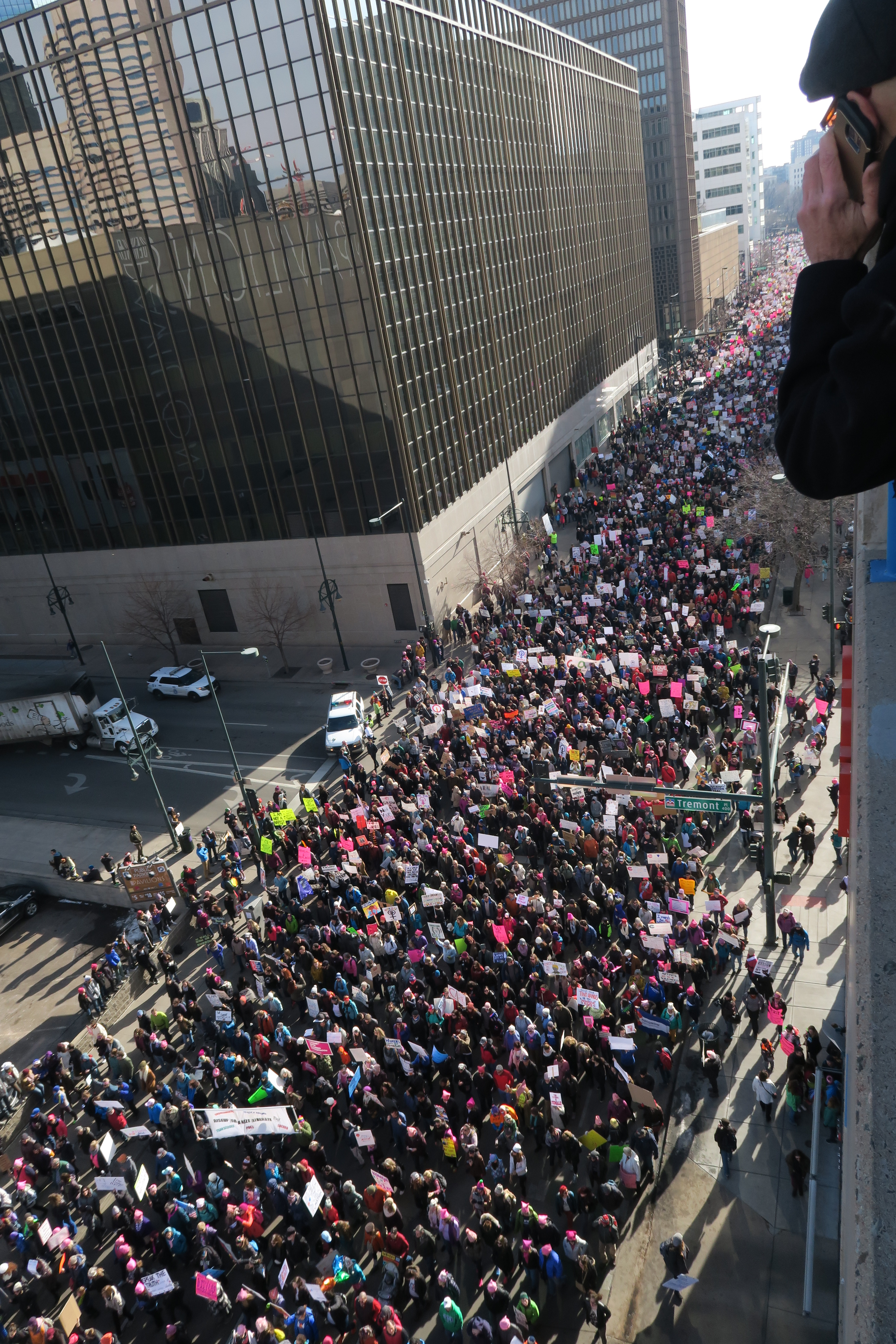
丹佛
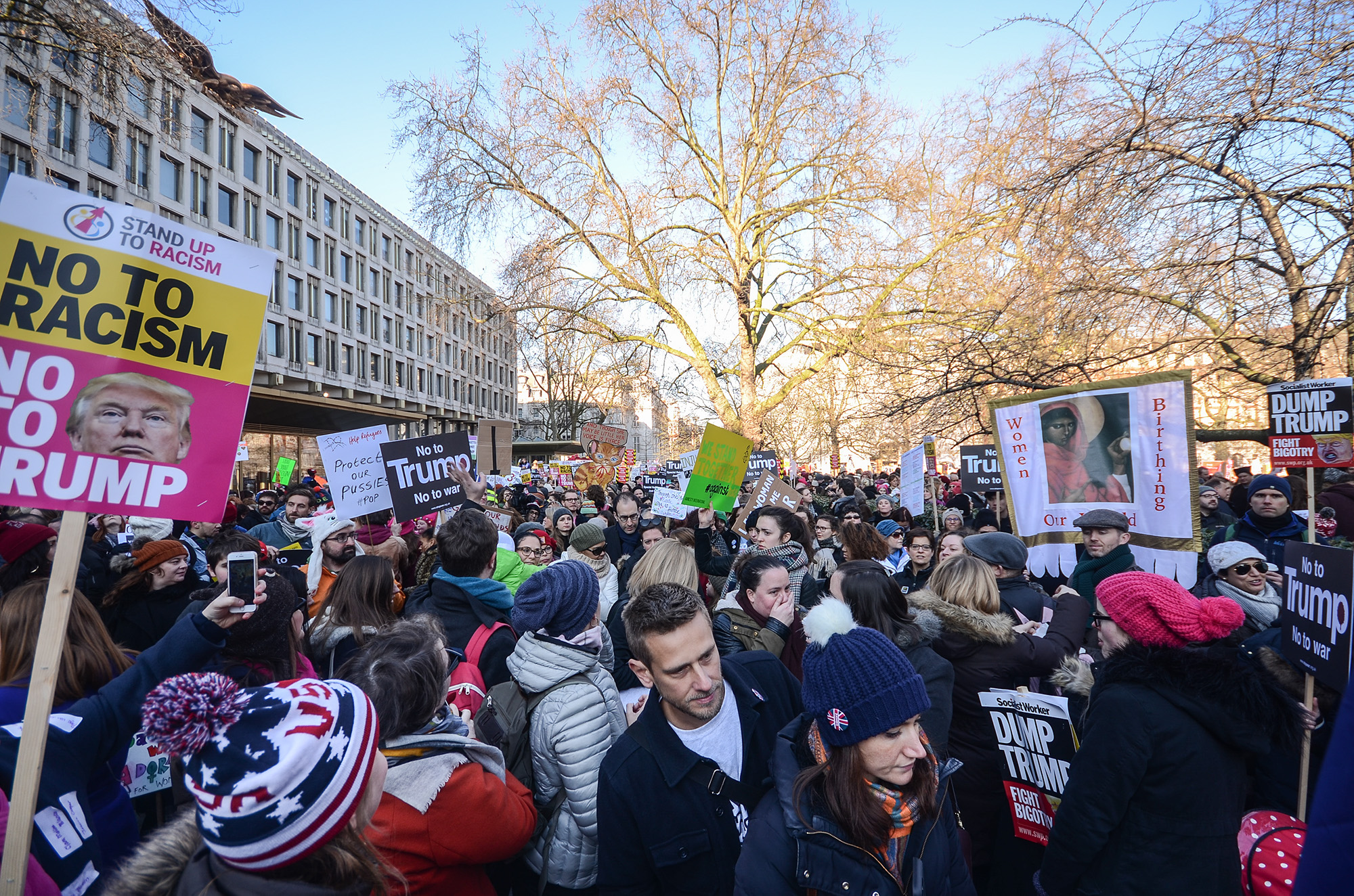
伦敦
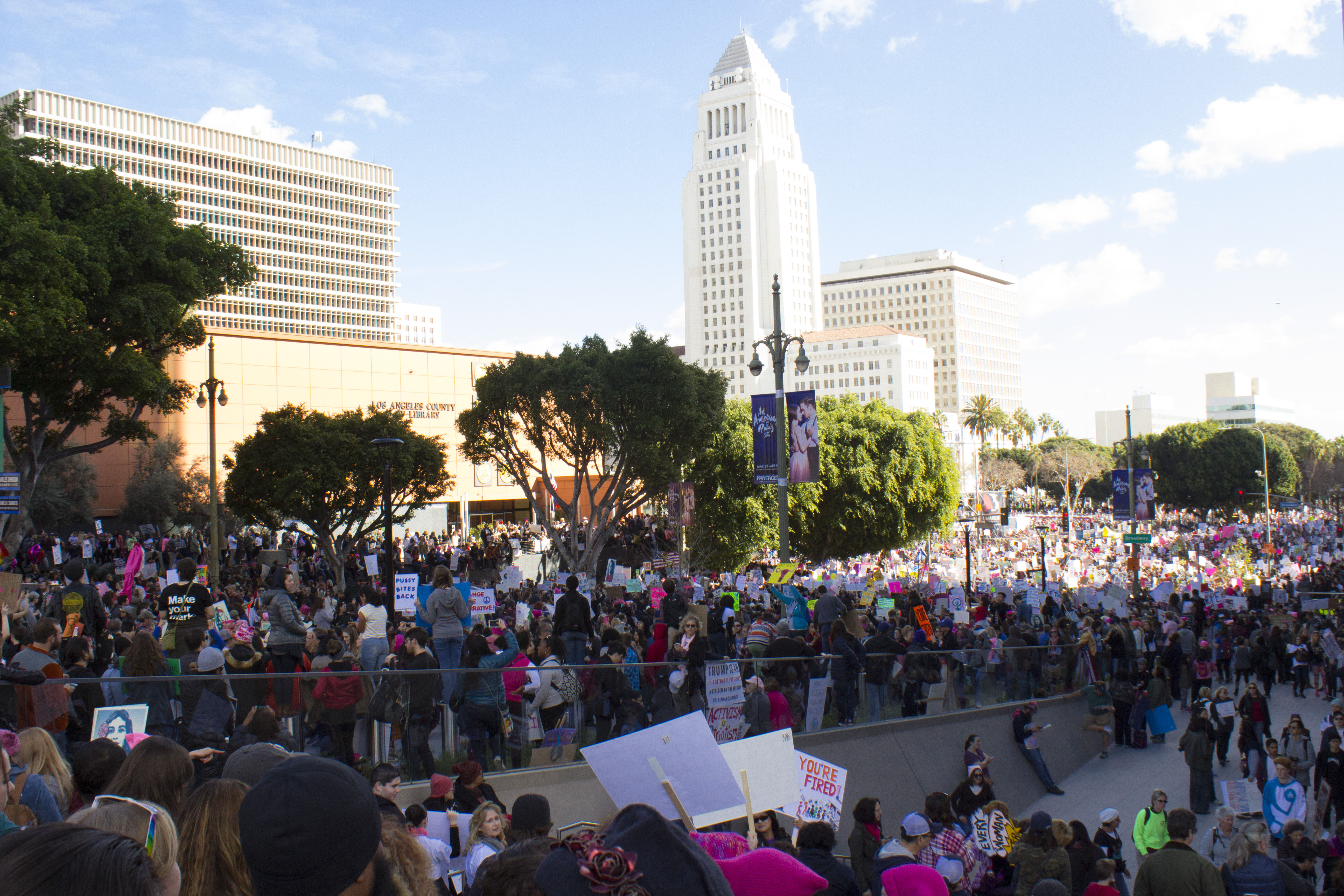
洛杉矶
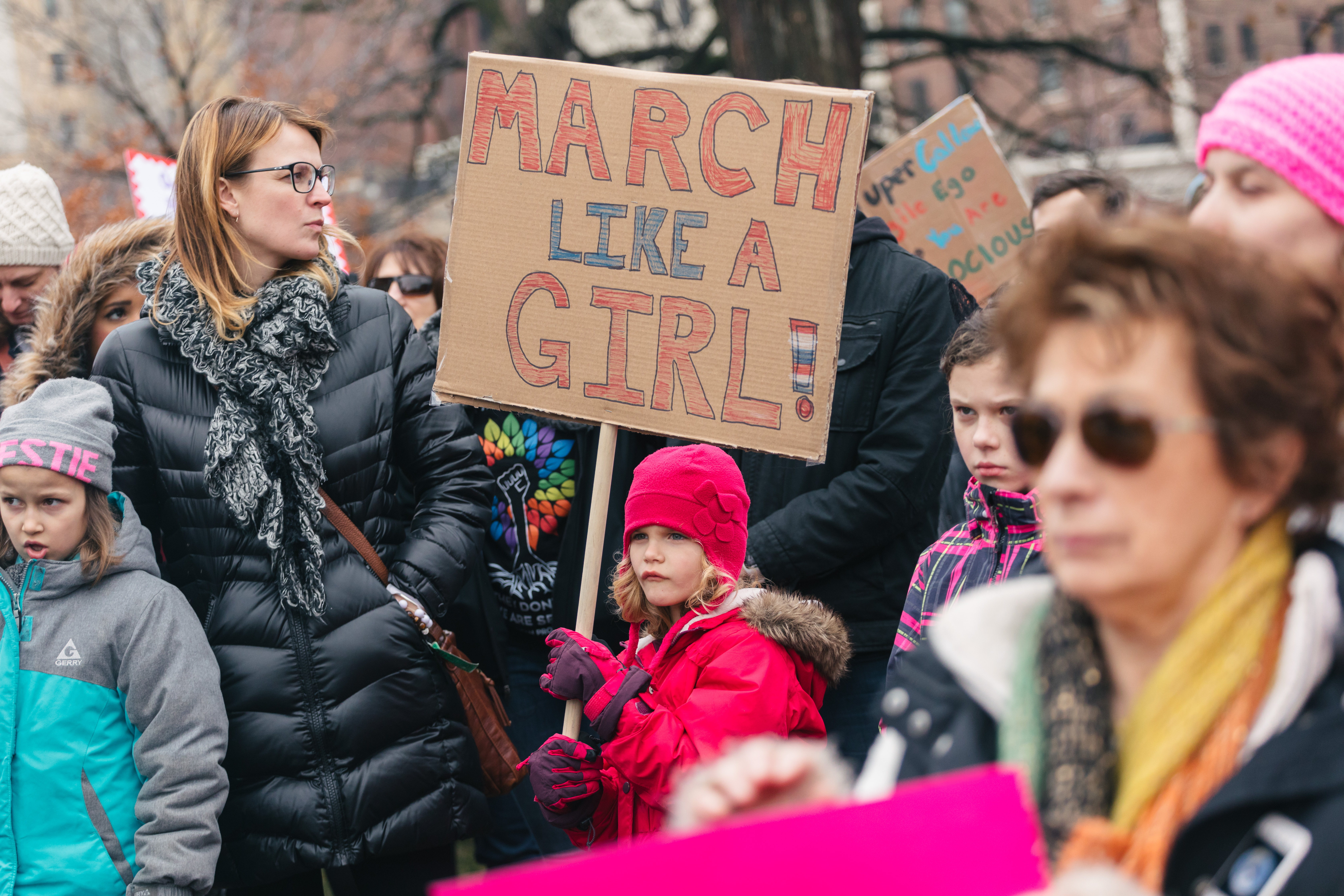
麦迪逊
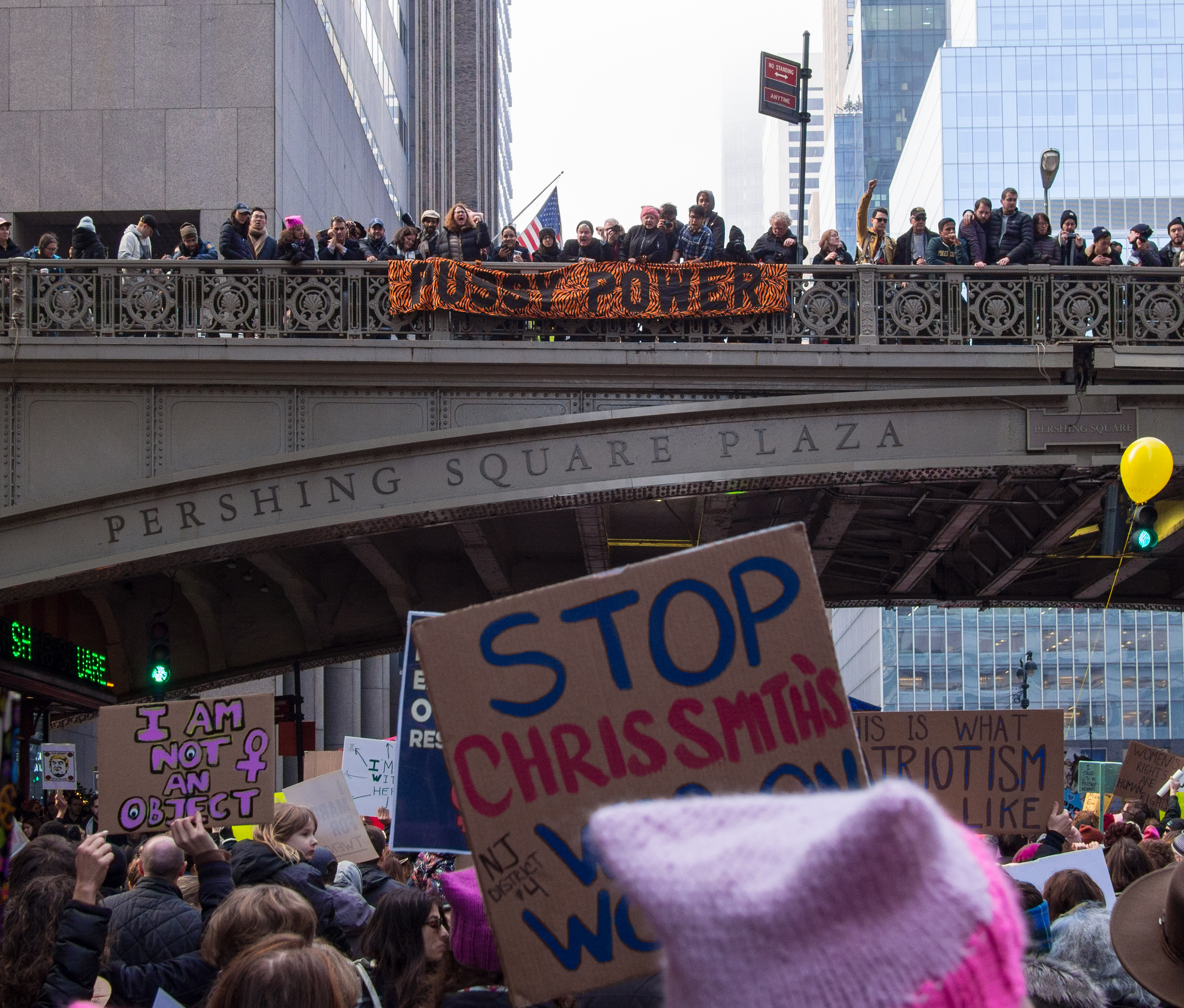
纽约市
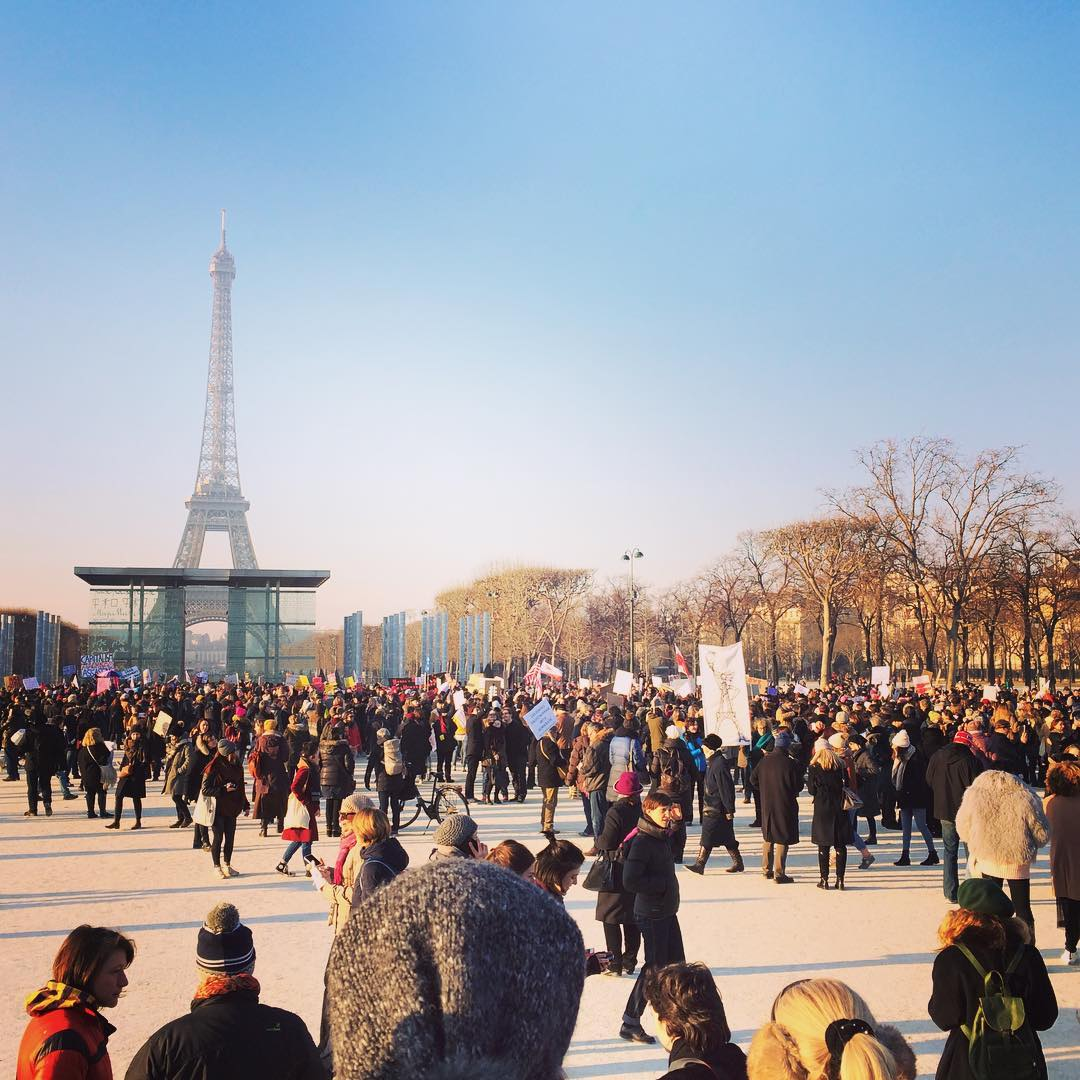
巴黎
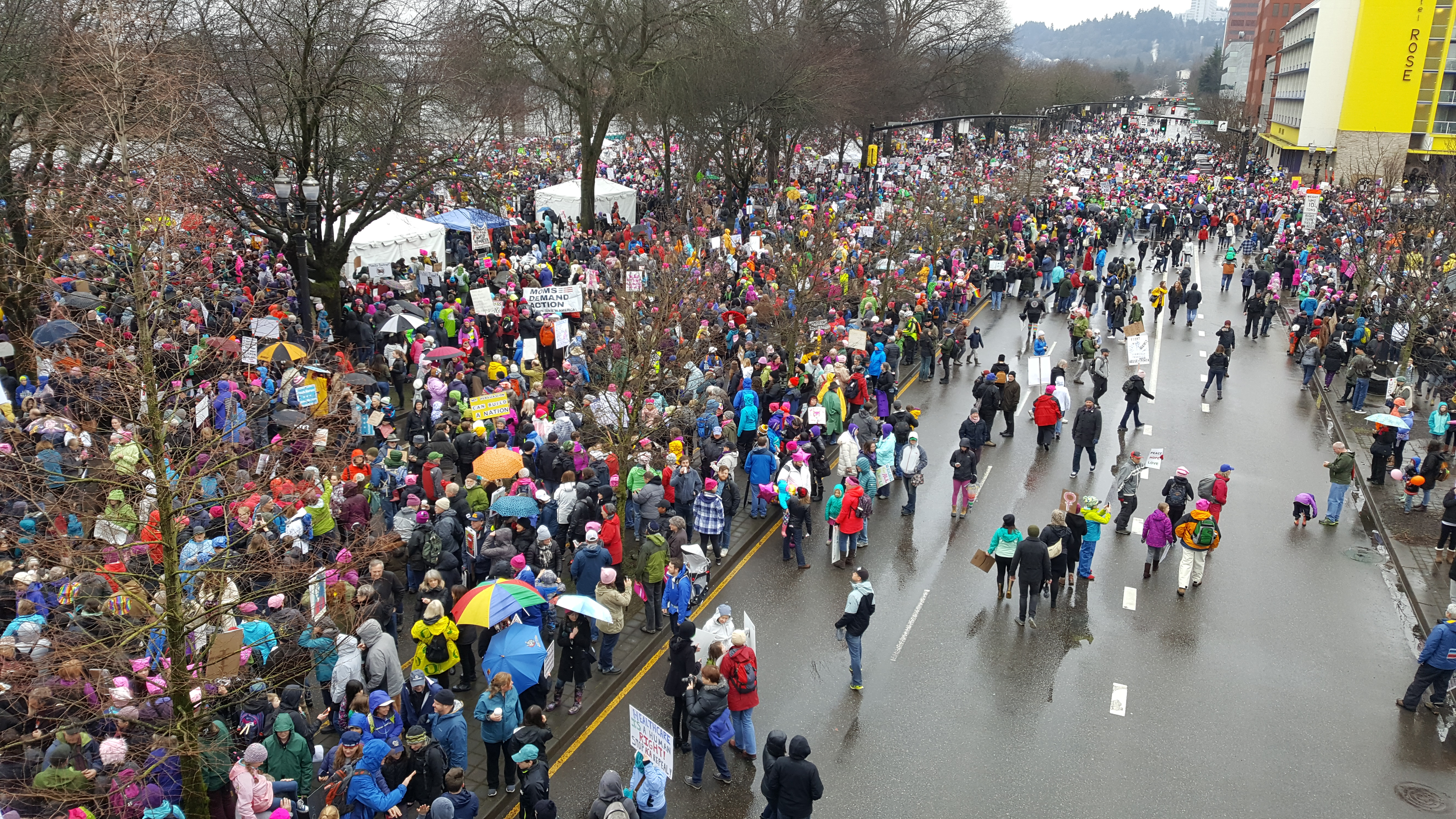
波特兰女性游行
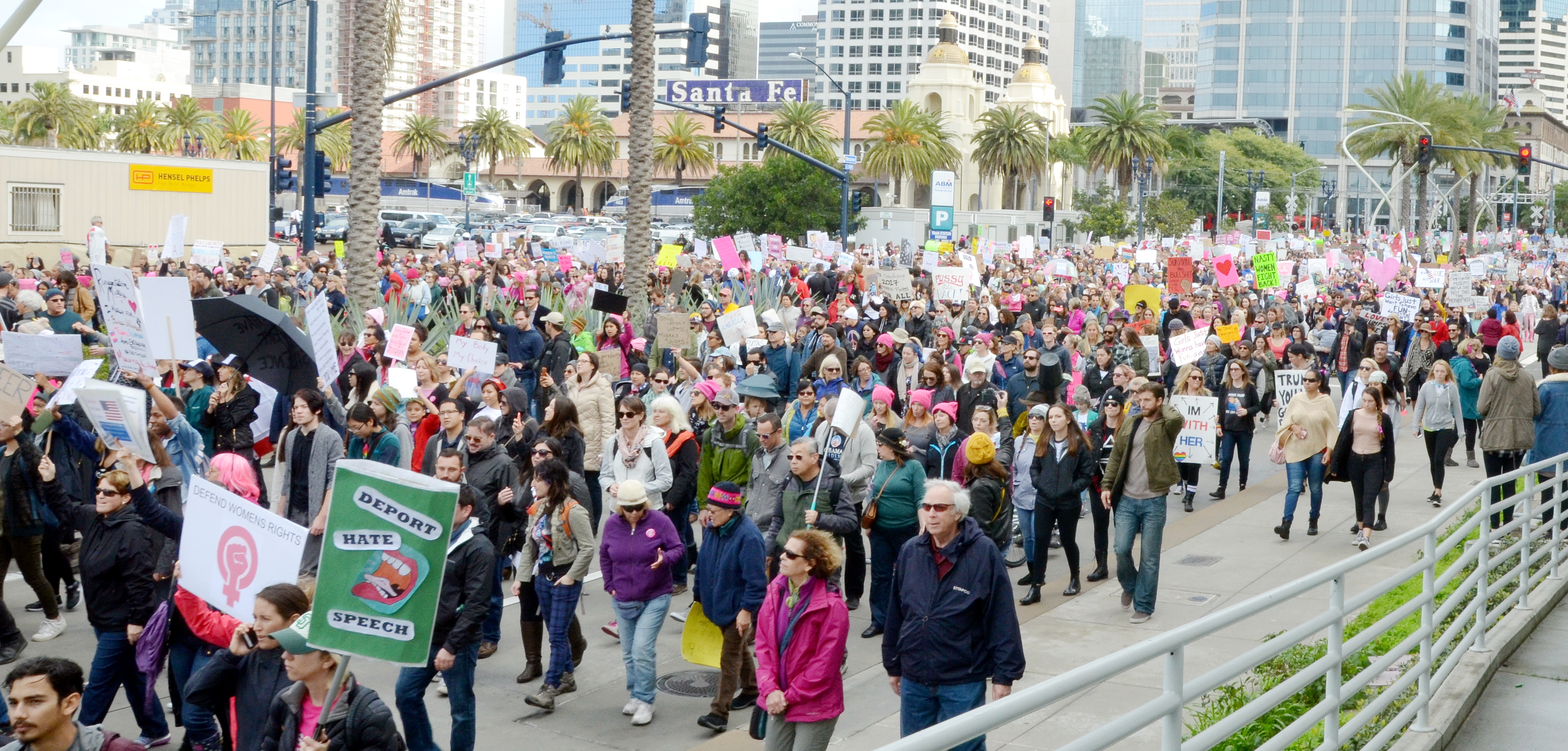
圣地亚哥
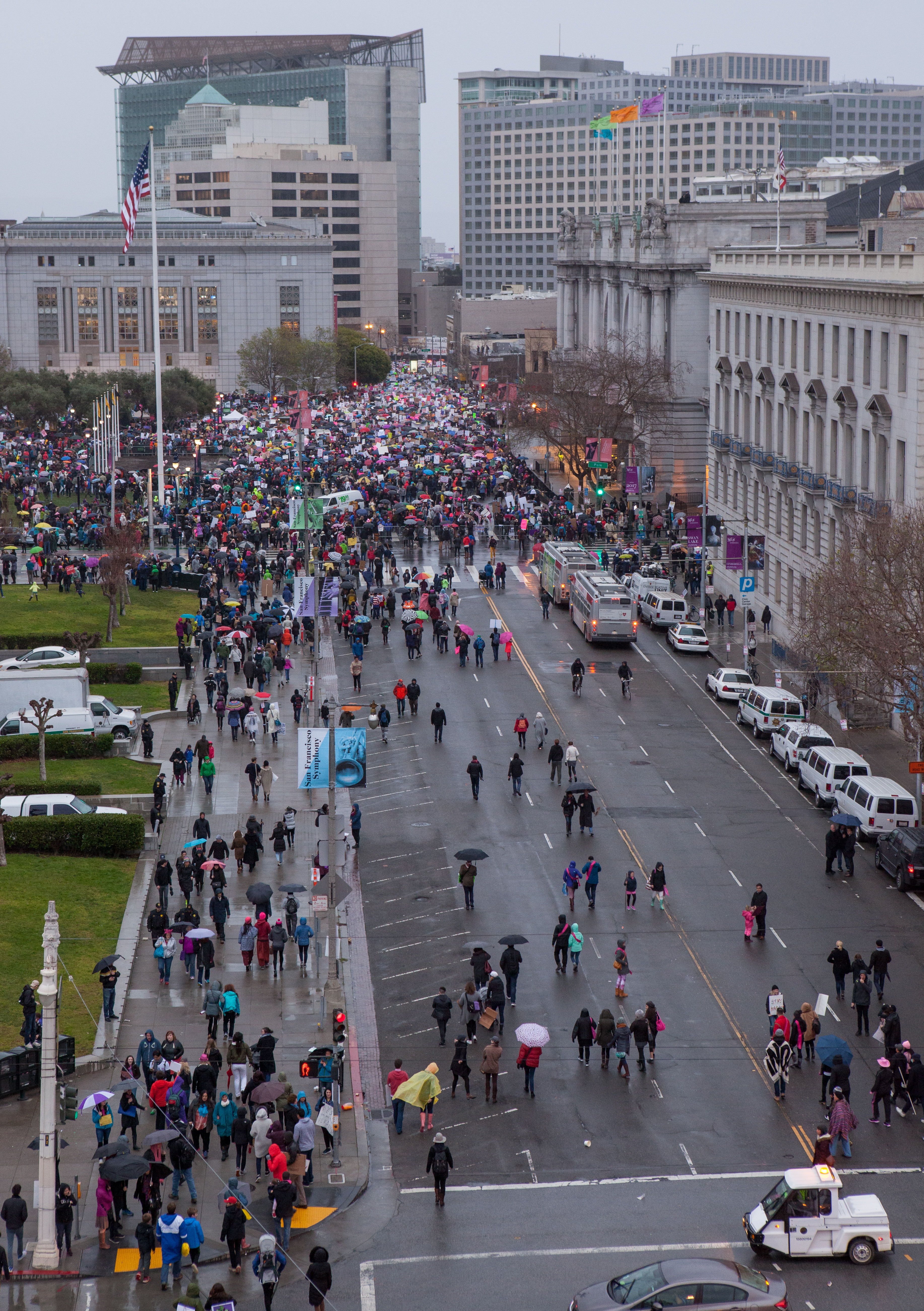
旧金山
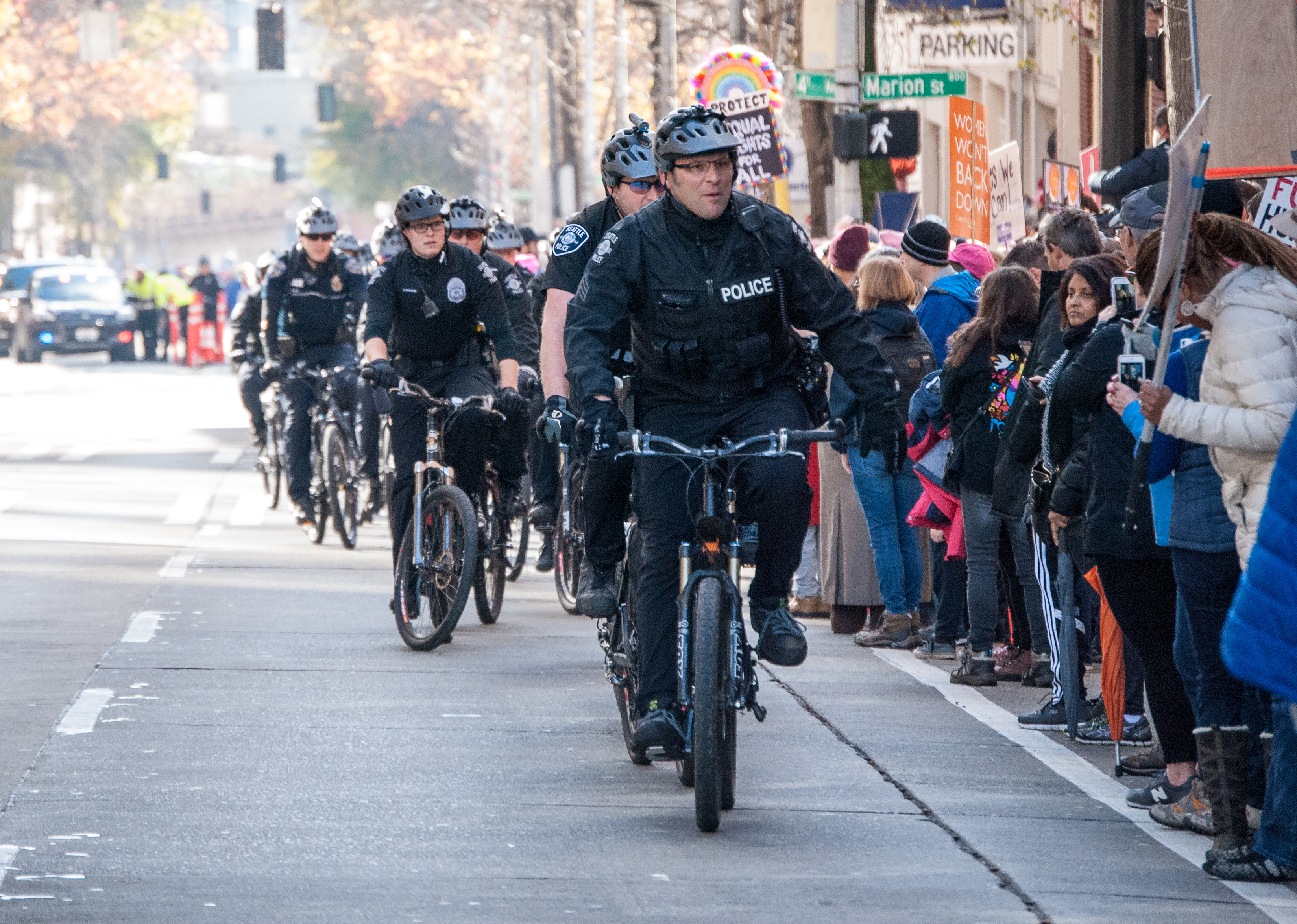
警察在西雅图女性游行现场巡逻
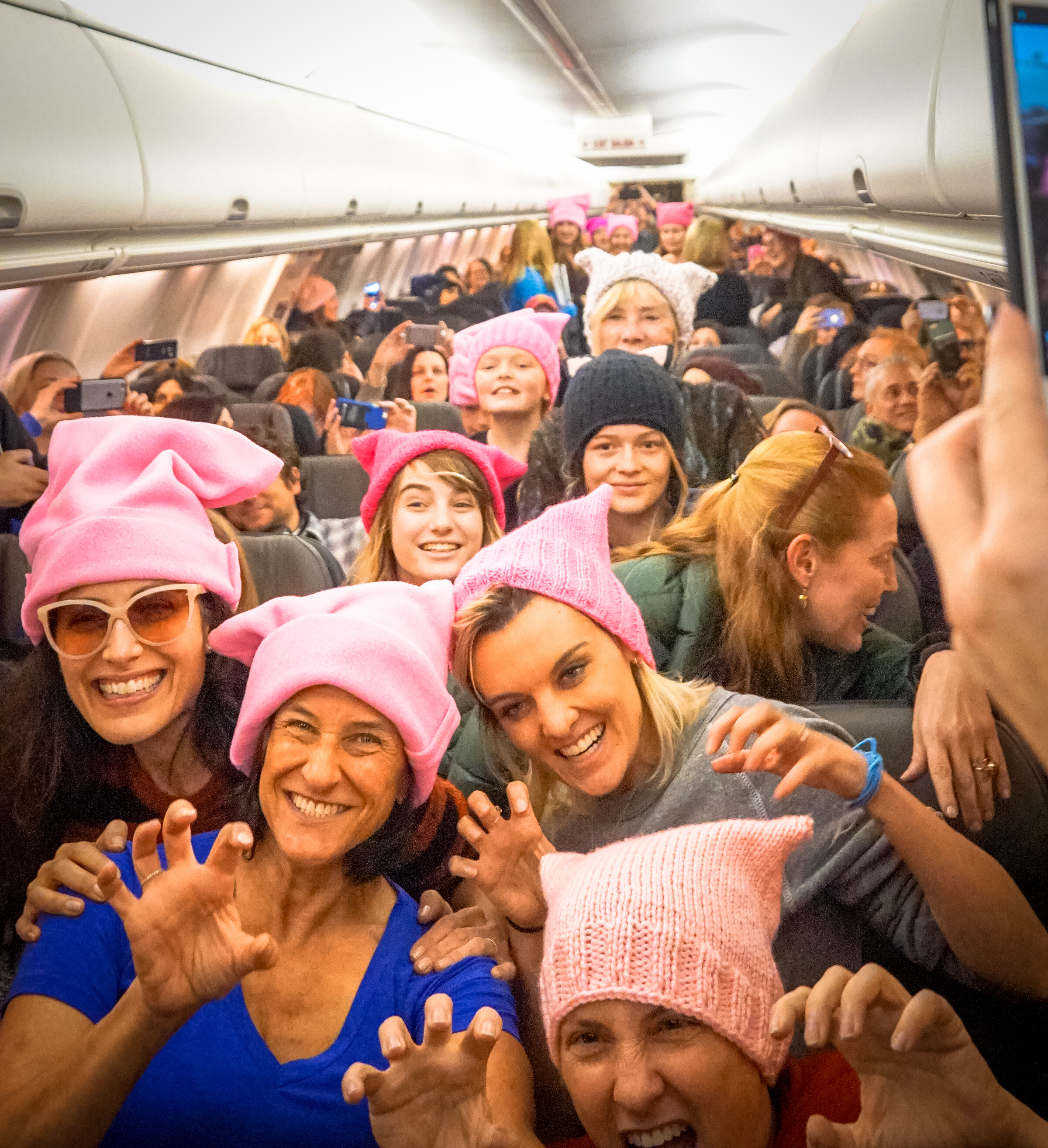
从洛杉矶前往华盛顿特区参与游行途中

### 历史上的游行
- 凡尔赛妇女大游行，1789年10月5日，法國巴黎

## 备注
1. ↑  此前川普在2005年曾夸口言其能在未经允许的情况下抓女性阴部，称“只要你是名人，她們就讓你做，想做什么都行，比如抓她们的下体”。英文原文为
2. ↑  "Born of one woman's invitation to forty friends, the event is meant as a rejoinder to the fact that a candidate with a troubling history regarding women's rights—one who actually bragged about committing sexual assault—has made it to the White House."[25]